# سونگ هیون ووک
سونگ هیون ووک (کره‌ای: 송현욱) کارگردان تلویزیونی اهل کره جنوبی است. او از سال ۲۰۱۷ زیر نظر استودیو اند نیو فعالیت می‌کند. سونگ به خاطر کارگردانی مجموعه‌های تلویزیونی خانم اوه دیگر (۲۰۱۶)، مخفی (۲۰۲۱) و احساس پادشاه (۲۰۲۱) شناخته می‌شود. در سال ۲۰۲۲، او مجموعه تلویزیونی قاشق طلایی را کارگردانی کرد